# Петросян, Сос Грачикович
Сос (Иосиф) Петросян (5 октября 1948, Тбилиси, арм. Սոս Իոսիֆ Պետրոսյան) — армянский артист и режиссёр цирка, кандидат искусствоведения, профессор, лауреат международных конкурсов, художественный руководитель и генеральный директор культурного центра «Ереванский цирк». Заслуженный деятель культуры Республики Армения (2017).

## Биография

### Образование
Сос (Иосиф) Грачикович Петросян родился 5 октября 1948 г. в городе Тбилиси в семье служащего.
1955-1966 гг. поступил и окончил 109-ю среднюю школу гор. Тбилиси с золотой медалью.
1966-1970 гг. поступил и окончил отделение оригинального жанра Московского государственного циркового училища с красным дипломом.
1974-1978 гг. поступил и окончил отделение цирковой режиссуры Московского государственного театрального института им. Луначарского.
1980—1983 гг. поступил и окончил аспирантуру вышеупомянутого института.
1994 г. в институте искусств академии наук Армении защитил диссертацию «Современный армянский цирк и его художественные особенности», где ему была присвоена учёная степень кандидата искусствоведения. Автор многих статей и монографий.

### Деятельность
1970—1972 гг. работал с армянской цирковой труппой в составе Московского объединения «Союзгосцирк» артистом-жонглёром, после чего до 1985 г. работал в Ереванском объединении «Армконцерт» в качестве артиста эстрады цирка и режиссёра-постановщика, вместе с тем с 1979 по 1985 гг. являясь директором и художественным руководителем эстрадной студии при объединении «Армконцерт».
В 1985 году назначен главным режиссёром и художественным руководителем Ереванского государственного цирка, а в 2003 году — и директором.
В 1972 году создал студию — школу им. Л. Енгибарова которая поныне действует.
В 2006 году основал культурный центр «Ереванский цирк» и по сей день являясь его художественным руководителем и генеральным директором. С 1980 г. по совместительству преподаёт в Ереванском государственном театральном институте, профессор и кандидат искусствоведения. Член циркового союза РФ, армянского союза театральных деятелей, академик технологической академии РА.
В течение своей трудовой деятельности Сос (Иосиф) Петросян создал более 100 цирковых постановок. Гастролировал в 80-и странах мира. Лауреат многих международных конкурсов.

## Цирковые постановки
1. «Клоун с осенью в сердце» — Ереванский цирк 1985 г.
2. «Ереван-Эребуни» — площадь им. Шаумяна 1986 г.
3. «Весенний звон» — Ереванский цирк 1987 г.
4. «Степан Исаакян — 10000 спектаклей» — Ереванский цирк 1987 г.
5. «Чудеса без чудес» — большой зал филармонии Ереван 1988 г.
6. «Цирковые миниатюры» — дом культуры Каназ Ереван 1989 г.
7. «Огни арены» — Ереванский цирк 1990 г.
8. «Звезды манежа» — Ереванский цирк 1991 г.
9. «Последний раунд» — Ереванский цирк 1992 г.
10. «Первый раунд» — Ереванский цирк 1995 г.
11. «Енгибаров-60» — Московский цирк, Ереванский цирк 1995 г.
12. «В мире животных» — Ереванский цирк 1996 г.
13. «Фестиваль циркового искусства» — Ереванский цирк 1997 г.
14. «Сос Петросян-50» — Ереванский цирк 1998 г.
15. «Цирковые эскизы» — Бейрут, площадь свободы 1998 г.
16. «Цирковые ритмы» — Ереванский цирк 1999 г.
17. «Ереванский цирк» — ряд городов Ирана 1999 г.
18. «Енгибаров-65» — Ереванский цирк 2000 г.
19. «Цирк дружбы» — Ереванский цирк 2000 г.
20. «Цирк 2001» — Ереванский цирк 2001 г.
21. «Москва-Ереван-Транзит» — Ереванский цирк 2002 г.
22. «Армянский цирк» — Ереванский цирк 2003 г.
23. «Цирк 2004» — Ереванский цирк 2004 г.
24. «Енгибаров-70» — Ереванский цирк 2005 г.
25. «Степан Исаакян-85» — Ереванский цирк 2005 г.
26. «Акоп Узунян-85» — Ереванский цирк 2005 г.
27. «Цирк на льду» Пролог — Эпилог Ереванский цирк 2005 г.
28. «Цирковой калейдоскоп» — Каскад Ереван 2005 г.
29. «Цирковые миниатюры» — Ереван СКК 2005 г.
30. «Фестиваль циркового искусства» — Гюмри 2005 г.
31. «Фестиваль циркового искусства» — Ванадзор 2005 г.
32. «Китайский цирк» — Ереван 2006 г.
33. «Цирк детям» — благотворительные представления для трудящихся и детей Ереван — Армавир — Гюмри и.т.д. Республика Армения 2008 г

## Награды и звания
1. Золотая медаль Министерства культуры Армении
2. «Помятная медаль» премьер-министра Армении
3. «Медаль Почёта» Национального Собрания Армении
4. Золотая медаль Мэрии города Еревана
5. Медаль Мерии города Еревана «Почётный деятель культуры Еревана»
6. Золотая медаль Международного Циркового Союза
7. Золотая медаль Союза театральных деятелей Армении
8. Золотая медаль Союза хореографического искусства Армении
9. Орден «Григор Нарекаци»
10. Медаль министерства оборони Армении «Гарегин Нжде»
11. Заслуженный деятель культуры Республики Армения (2017)